# Liste der Deutschen Hallenmeister im Stabhochsprung
Die Liste der Deutschen Hallenmeister im Stabhochsprung listet alle Leichtathleten, denen es gelang, Deutscher Hallenmeister im Stabhochsprung zu werden.  

## Männer
| Hallenmeister in der Bundesrepublik                 | Hallenmeister in der DDR              |
| --------------------------------------------------- | ------------------------------------- |
| 1954: Julius Schneider (SC Pforzheim)               |                                       |
| 1955: Julius Schneider (SC Pforzheim)               |                                       |
| 1956: Julius Schneider (SC Pforzheim)               |                                       |
| 1957: Horst Drumm (TuS Rot-Weiß Koblenz)            |                                       |
| 1958: Rudolf Zech (1. FC Nürnberg)                  |                                       |
| 1959: Klaus Lehnertz (Solinger LC)                  |                                       |
| 1960: Klaus Lehnertz (Solinger LC)                  |                                       |
| 1961: Dieter Möhring (VfL Wolfsburg)                |                                       |
| 1962: Dieter Möhring (VfL Wolfsburg)                |                                       |
| 1963: Wolfgang Reinhardt (SV Bayer 04 Leverkusen)   |                                       |
| 1964: Klaus Lehnertz (KSV Hessen Kassel)            | Wolfgang Nordwig (SC Motor Jena)      |
| 1965: Wolfgang Pinder (Salamander Kornwestheim)     | Wolfgang Nordwig (SC Motor Jena)      |
| 1966: Reiner Liese (KSV Hessen Kassel)              | Wolfgang Nordwig (SC Motor Jena)      |
| 1967: Reiner Liese (KSV Hessen Kassel)              | Joachim Bär (SC Dynamo Berlin)        |
| 1968: Wolfgang Reinhardt (SC Eintracht Kerpen)      | Joachim Bär (SC Dynamo Berlin)        |
| 1969: Heinfried Engel (USC Mainz)                   | Wolfgang Nordwig (SC Motor Jena)      |
| 1970: Heinfried Engel (USC Mainz)                   | Wolfgang Nordwig (SC Motor Jena)      |
| 1971: Hans-Jürgen Ziegler (KSV Hessen Kassel)       | Wolfgang Nordwig (SC Motor Jena)      |
| 1972: Hans-Jürgen Ziegler (KSV Hessen Kassel)       | Wolfgang Nordwig (SC Motor Jena)      |
| 1973: Reinhard Kuretzky (SV Bayer 04 Leverkusen)    | Joachim Krumpolt (SC Einheit Dresden) |
| 1974: Volker Ohl (SG Arheilgen)                     | Wolfgang Reinhardt (SC Chemie Halle)  |
| 1975: Günther Lohre (Salamander Kornwestheim)       | Peter Wienick (ASK Vorwärts Potsdam)  |
| 1976: Günther Lohre (Salamander Kornwestheim)       | Wolfgang Reinhardt (SC Chemie Halle)  |
| 1977: Günther Lohre (Salamander Kornwestheim)       | Wolfgang Reinhardt (SC Chemie Halle)  |
| 1978: Günther Lohre (Salamander Kornwestheim)       | Joachim Krumpolt (SC Einheit Dresden) |
| 1979: Günther Lohre (Salamander Kornwestheim)       | Joachim Krumpolt (SC Einheit Dresden) |
| 1980: Günther Lohre (Salamander Kornwestheim)       | Axel Weber (SC Motor Jena)            |
| 1981: Günther Lohre (Salamander Kornwestheim)       | Axel Weber (SC Motor Jena)            |
| 1982: Günther Lohre (Salamander Kornwestheim)       | Axel Weber (SC Motor Jena)            |
| 1983: Günther Lohre (Salamander Kornwestheim)       | Steffen Giebe (SC Einheit Dresden)    |
| 1984: Peter Volmer (TV Wattenscheid)                | Andreas Kramß (SC Dynamo Berlin)      |
| 1985: Gerhard Schmidt (VT Zweibrücken)              | Christoph Pietz (SC Dynamo Berlin)    |
| 1986: Manfred Reichert (Salamander Kornwestheim)    | Christoph Pietz (SC Dynamo Berlin)    |
| 1987: Bernhard Zintl (LG München)                   | Christoph Pietz (SC Dynamo Berlin)    |
| 1988: Bernhard Zintl (LG München)                   | Christoph Pietz (SC Dynamo Berlin)    |
| 1989: Bernhard Zintl (LG Olympiapark München)       | Marco Schröder (ASK Vorwärts Potsdam) |
| 1990: Bernhard Zintl (LG Olympiapark München)       | Uwe Langhammer (SC Motor Jena)        |
| Gesamtdeutsche Hallenmeister seit 1991              |                                       |
| 1991: Bernhard Zintl (TSV 1860 München)             |                                       |
| 1992: Martin Amann (LG VfB/Kickers Stuttgart)       |                                       |
| 1993: Bernhard Zintl (LAC Quelle)                   |                                       |
| 1994: Werner Holl (LG VfB/Kickers Stuttgart)        |                                       |
| 1995: Andrei Tivontchik (LAZ Zweibrücken)           |                                       |
| 1996: Tim Lobinger (LG Bayer Leverkusen)            |                                       |
| 1997: Michael Stolle (TSV Bayer 04 Leverkusen)      |                                       |
| 1998: Michael Stolle (TSV Bayer 04 Leverkusen)      |                                       |
| 1999: Danny Ecker (TSV Bayer 04 Leverkusen)         |                                       |
| 2000: Tim Lobinger (ASV Köln)                       |                                       |
| 2001: Michael Stolle (TSV Bayer 04 Leverkusen)      |                                       |
| 2002: Richard Spiegelburg (TSV Bayer 04 Leverkusen) |                                       |
| 2003: Tim Lobinger (ASV Köln)                       |                                       |
| 2004: Tim Lobinger (ASV Köln)                       |                                       |
| 2005: Danny Ecker (TSV Bayer 04 Leverkusen)         |                                       |
| 2006: Tim Lobinger (ASV Köln)                       |                                       |
| 2007: Björn Otto (LAV Bayer Uerdingen/Dormagen)     |                                       |
| 2008: Tim Lobinger (LG Stadtwerke München)          |                                       |
| 2009: Danny Ecker (TSV Bayer 04 Leverkusen)         |                                       |
| 2010: Malte Mohr (LG Stadtwerke München)            |                                       |
| 2011: Malte Mohr (LG Stadtwerke München)            |                                       |
| 2012: Björn Otto (LAV Bayer Uerdingen/Dormagen)     |                                       |
| 2013: Björn Otto (ASV Köln)                         |                                       |
| 2014: Malte Mohr (TV Wattenscheid)                  |                                       |
| 2015: Tobias Scherbarth (TSV Bayer 04 Leverkusen)   |                                       |
| 2016: Carlo Paech (TSV Bayer 04 Leverkusen)         |                                       |
| 2017: Raphael Holzdeppe (LAZ Zweibrücken)           |                                       |
| 2018: Raphael Holzdeppe (LAZ Zweibrücken)           |                                       |
| 2019: Bo Kanda Lita Baehre (TSV Bayer Leverkusen)   |                                       |
| 2020: Bo Kanda Lita Baehre (TSV Bayer Leverkusen)   |                                       |
| 2021: Torben Blech (TSV Bayer Leverkusen)           |                                       |

## Frauen
| Gesamtdeutsche Hallenmeisterinnen                 |
| ------------------------------------------------- |
| 1993: Tanja Cors (MTV Holzminden)                 |
| 1994: Nicole Rieger (ASV Landau)                  |
| 1995: Tanja Cors (MTV Holzminden)                 |
| 1996: Christine Adams (SuS 09 Dinslaken)          |
| 1997: Sabine Schulte (LG Bonn/Troisdorf)          |
| 1998: Nicole Rieger (ASV Landau)                  |
| 1999: Nicole Humbert, geb. Rieger (ASV Landau)    |
| 2000: Yvonne Buschbaum (LG Stuttgart)             |
| 2001: Yvonne Buschbaum (LG Stuttgart)             |
| 2002: Annika Becker (LG Alheimer Rotenburg-Bebra) |
| 2003: Annika Becker (Team Erfurt)                 |
| 2004: Nastja Ryjikh (ABC Ludwigshafen)            |
| 2005: Carolin Hingst (USC Mainz)                  |
| 2006: Martina Strutz (SG Dynamo Schwerin)         |
| 2007: Julia Hütter (LAZ Bruchköbel)               |
| 2008: Julia Hütter (LAZ Bruchköbel)               |
| 2009: Silke Spiegelburg (TSV Bayer 04 Leverkusen) |
| 2010: Carolin Hingst (USC Mainz)                  |
| 2011: Lisa Ryzih (ABC Ludwigshafen)               |
| 2012: Silke Spiegelburg (TSV Bayer Leverkusen)    |
| 2013: Kristina Gadschiew (LAZ Zweibrücken)        |
| 2014: Silke Spiegelburg (TSV Bayer Leverkusen)    |
| 2015: Lisa Ryzih (ABC Ludwigshafen)               |
| 2016: Silke Spiegelburg (TSV Bayer Leverkusen)    |
| 2017: Lisa Ryzih (ABC Ludwigshafen)               |
| 2018: Katharina Bauer (TSV Bayer Leverkusen)      |
| 2019: Lisa Ryzih (ABC Ludwigshafen)               |
| 2020: Lisa Ryzih (ABC Ludwigshafen)               |
| 2021: Lisa Ryzih (ABC Ludwigshafen)               |